# Коржівці
Коржі́вці — село в Україні, у Деражнянській міській громаді Хмельницького району Хмельницької області. Населення становить 570 осіб.

## Історія
7 (20) листопада 1917 року, відповідно до Третього Універсалу Української Центральної Ради, увійшло до складу Української Народної Республіки.
12 червня 2020 року, відповідно до розпорядження Кабінету Міністрів України № 727-р «Про визначення адміністративних центрів та затвердження територій територіальних громад Хмельницької області», увійшло до складу Деражнянської міської громади.
19 липня 2020 року, в результаті адміністративно-територіальної реформи та ліквідації Деражнянського району, село увійшло до складу Хмельницького району.

## Визначні особистості села
- Нагорняк Степан Григорович — професор, доктор технічних наук Тернопільского технічного університету;
- Демчишен Василь Васильович — Народний депутат України п'ятого та шостого скликань;
- Лісовий Павло Миколайович — український літературознавець, доктор філологічних наук.

## Герб
Затверджений 3 липня 2012 р. рішенням № 3 XVIII сесії сільської ради VI скликання.
Щит розтятий лазуровим і зеленим, з зеленою базою. На першій частині золота мурована монастирська стіна з центральною баштою під срібним дахом, з відкритими воротами, у яких золотий жезл Меркурія в стовп. На другій три золотих колоски в стовп, перетятих срібним серпом із золотим руків'ям, покладеним в пояс. Над колосками золоте шістнадцатипроменеве сонце, під ними стилізований орнамент, золотий з срібним. Щит прикрашений золотим декоративним картушем і увінчаний золотою сільською короною. Під щитом дві зелені яблуневих гілки з срібними квітками, оповитих срібною стрічкою з червоним написом «Коржівці».

## Прапор
Затверджений 3 липня 2012 р. рішенням № 3 XVIII сесії сільської ради VI скликання.
Квадратне полотнище розділене вертикально рівновеликими синьою і зеленою смугами. На древковій частині вгорі жовте шістнадцятипроменеве сонце над стилізованим жовто-білим орнаментом. На вільній частині три жовті колоски в стовп, перетятих білим серпом з жовтим руків'ям, покладеним в пояс.

## Коржівецький чоловічий монастир
Коржівецький чоловічий монастир Різдва Пресвятої Богородиці заснований у 1742 році Яном Батістом Десієром. Монастир був побудований оборонного типу, мав дві церкви, корпус келій, три вежі, розгалужені підземні ходи та високий мур. Монахи володіли лісом та сільськогосподарськими угіддями, млином та пасікою. Монастир був греко-католицьким, але після другого поділу Речі Посполитої у 1795-96 владою був примусово переданий до російської православної церкви. Відновлений у 2012 році. Настоятелем у монастирському храмі служить ігумен Гавриїл (Форкош).
12 липня 2012 року до монастиря повернулась ікона Іверської Божої Матері, яку монастирю ще у 1892 році подарував російський імператор Олександр III, у знак вдячності Богові за спасіння його сина Миколи. Він привіз ікону з монастиря гори Афон. Ікона перебувала у монастирі до 1921 року, опісля зникла. Один з місцевих жителів у 1930-ті роки використовував її як дошку для швейної машинки, а його нащадки передали ікону назад до монастиря. Відреставрував її художник Леонід Шерстинюк.
Також знайдено іншу ікону, за версією настоятеля — Коржівецької Божої матері, копії Летичівської Богородиці 1606 року.